# Мзимба (город)
Мзимба — небольшой город в малавийском Северном регионе. Является административным центром одноимённого округа. Население — 20 994 чел. (по переписи 2008 г.).
Город обслуживает аэропорт Мзимба.

## Население
Население города стабильно растёт, что видно по результатам переписей, изложенным ниже.
| Население | Год  |
| --------- | ---- |
| 4962      | 1977 |
| 7687      | 1987 |
| 13 742    | 1998 |
| 20 994    | 2008 |

Основными национальностями являются тумбука и нгони.

## География и климат
Город расположен на севере страны, недалеко от озера Ньяса. Климат тёплый субтропический, с сильным перепадом в количестве осадков по сезонам.
| Показатель                                                        | Янв. | Фев. | Март | Апр. | Май  | Июнь | Июль | Авг. | Сен. | Окт. | Нояб. | Дек. | Год  |
| ----------------------------------------------------------------- | ---- | ---- | ---- | ---- | ---- | ---- | ---- | ---- | ---- | ---- | ----- | ---- | ---- |
| Средний суточный максимум, °C                                     | 26,6 | 26,7 | 26,8 | 26,5 | 26,1 | 24,2 | 23,6 | 25,5 | 27,4 | 29,3 | 29,9  | 27,7 | 26,7 |
| Средняя температура, °C                                           | 22,0 | 21,9 | 21,9 | 21,3 | 20,0 | 18,2 | 17,5 | 19,2 | 21,3 | 23,6 | 24,2  | 22,9 | 21,2 |
| Средний суточный минимум, °C                                      | 17,3 | 17,1 | 17,0 | 16,1 | 13,9 | 12,2 | 11,5 | 12,8 | 15,1 | 17,9 | 18,5  | 18,0 | 15,6 |
| Норма осадков, мм                                                 | 208  | 169  | 113  | 31   | 1    | 0    | 0    | 0    | 0    | 7    | 59    | 171  | 759  |
| Источник: 2012 Statistical Yearbook. Дата обращения: 6 июня 2018. |      |      |      |      |      |      |      |      |      |      |       |      |      |